# Sint-Jozefskerk (Overpelt)

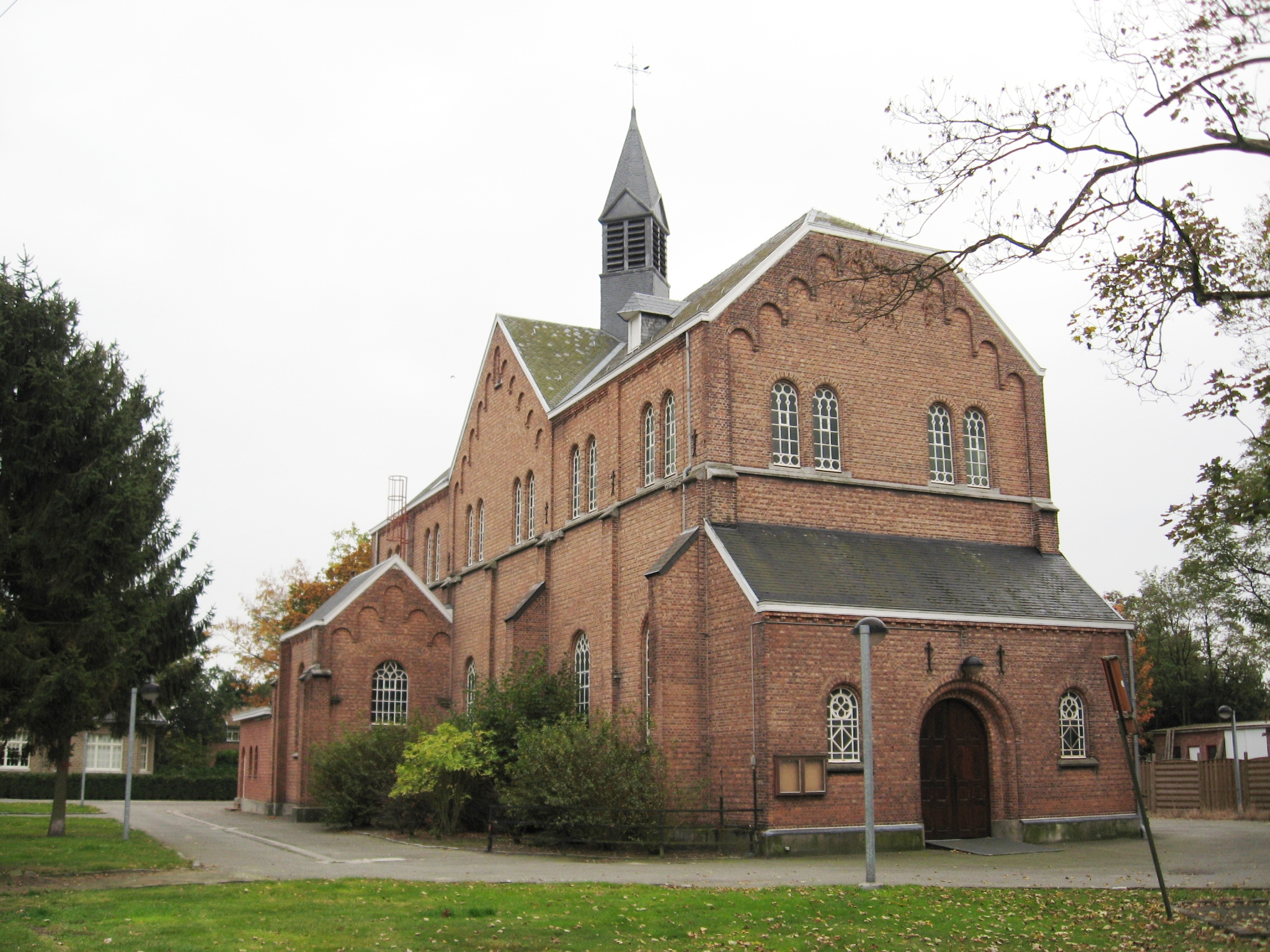
Sint-Jozefkerk

De Sint-Jozefkerk is de parochiekerk van Overpelt-Fabriek in de Belgische provincie Limburg. De kerk is gelegen aan de Fabrieksstraat.
In 1888 vestigde zich hier een zinkfabriek, in de nabijheid waarvan zich de fabrieksnederzetting Overpelt-Fabriek ontwikkelde. De fabriek financierde de bouw van de kerk, welke in 1906 werd ingewijd. De kerk werd aanvankelijk bediend door de salvatorianen uit Hamont, maar vanaf 1908 door het bisdom. In 1978 werd het gebouw, dat eigendom was van de fabriek, voor het symbolisch bedrag van één frank aan de parochie overgedragen.
Het bakstenen kerkgebouw is uitgevoerd in neoromaanse stijl. Het interieur is voorzien van muurschilderingen. Het kerkmeubilair dateert van de bouwtijd van de kerk, maar een enkel beeld is uit 1875. Het orgel, geschonken door de zinkfabriek, stamt uit 1906 en werd gebouwd door J. Stevens uit Duffel.

## Externe bron
- Onroerend erfgoed